# Viala-du-Pas-de-Jaux
Viala-du-Pas-de-Jaux é uma comuna francesa na região administrativa de Occitânia, no departamento de Aveyron. Estende-se por uma área de 18,95 km². Em 2010 a comuna tinha 100 habitantes (densidade: 5,3 hab./km²).